# Matpat
 (juillet 2020).
Matpat est un site français dédié aux échecs créé en 2004. Cette plateforme utilisée pour des compétitions de type scolaire est épaulée financièrement par le réseau Canopé. Elle revendique 5 millions de parties jouées depuis sa création, et 1 000 établissements scolaires auraient déjà fait usage de ses services.

## Histoire
La plateforme est créée en 2004. En 2012, elle bénéficie d'une circulaire promouvant l'introduction du jeu d'échecs à l'école pour apparaître dans les ressources du site éduscol. La même année, l'ancien champion du monde d'échecs Garry Kasparov dispute une simultanée à la pendule via Matapat contre des établissements scolaires de toute la France. En 2020, la plateforme ainsi que la FFE signent une convention de partenariat.